# Imperatori trapezuntini

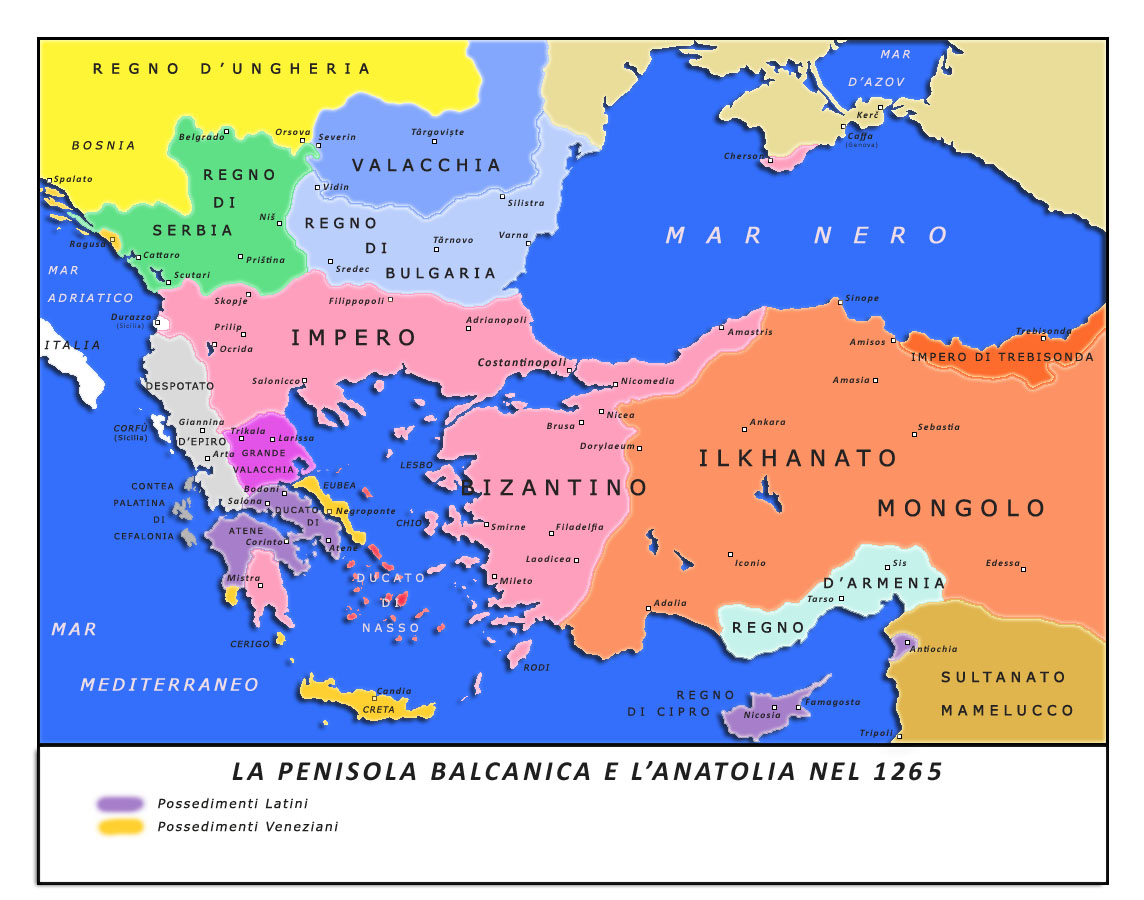
L'impero di Trebisonda e gli altri stati derivati dalla frammentazione dell'impero bizantino, nel 1265.

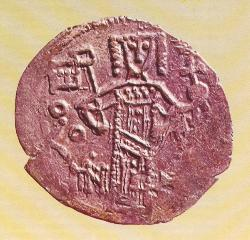
Moneta di Giovanni II Comneno.

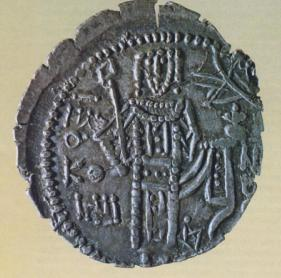
Moneta di Michele Comneno.

L'Impero di Trebisonda ebbe inizio sotto i due primi Imperatori di Trebisonda Alessio I di Trebisonda e Davide I di Trebisonda, che erano due fratelli, nipoti dell'Imperatore bizantino Andronico I Comneno, il loro Impero era situato in Anatolia attorno a un'importante città di questa regione da cui presero il nome, Trebisonda. Con l'aiuto del Regno della Georgia i due giovani Comneni poterono fondare il loro Impero nel 1204, e proprio in quell'anno i crociati conquistarono Costantinopoli all'Impero bizantino, e l'Impero di Trebisonda era uno di quei tre stati chiamati stati bizantini, che erano: l'Impero di Nicea, che dopo riuscirà a conquistare Costantinopoli e a riprendersi la corona bizantina; l'Impero di Trebisonda che rivendicava il titolo di Impero bizantino, e i suoi Imperatori che tutti tranne uno furono Comneni avevano il titolo di Mega Comneno; e infine c'era il Despotato d'Epiro che nel 1259 fu sottomesso dall'Impero di Nicea.

## Mega Comneni
Gli Imperatori di Trebisonda furono in totale ventidue persone che si sedettero sul trono Imperiale dei Mega Comneni:
1. Alessio I Comneno (1204–1222)
2. Davide I Comneno (Co-imperatore assieme a suo fratello Alessio, 1204–1214)
3. Andronico I Gido (1222–1235)
4. Giovanni I Axuch Comneno (1235–1238)
5. Manuele I Comneno (1238–1263)
6. Andronico II Comneno (1263–1266)
7. Giorgio Comneno (1266–1280)
8. Giovanni II Comneno (1280–1284)
9. Teodora Comnena (1284–1285)
  - Giovanni II Comneno (Restaurato secondo governo, 1285–1297)
10. Alessio II Comneno (1297–1330)
11. Andronico III Comneno (1330–1332)
12. Manuele II Comneno (1332)
13. Basilio Comneno (1332–1340)
14. Irene Palaeologina (1340–1341)
15. Anna Anachoutlou (1341)
16. Michele Comneno (1341)
  - Anna Anachoutlou (Restaurata secondo governo, 1341–1342)
17. Giovanni III Comneno (1342–1344)
  - Michele Comneno (Restaurato secondo governo, 1344–1349)
18. Alessio III Comneno (1349–1390)
19. Manuele III Comneno (1390–1416)
20. Alessio IV Comneno (1416–1429)
  - Giovanni III Comneno  (1448-1456)
21. Giovanni IV Comneno (1429–1459)
  -  Alessio V Comneno (1456-1458)
22. Davide II Comneno (1459–1461)